# Ernst (Belgische adel)
Ernst, ook Ernst de la Graete en Ernst de Bunswyck, is een notabele en adellijke Belgische familie, afkomstig uit het Luikse.

## Geschiedenis
Tot de familie Ernst behoort Simon Pierre Ernst (1744-1817), kanunnik, historicus en theoloog, broer van Ulric Ernst (zie hierna).

## Genealogie
- Leonard Ernst, x Marie Verhaeghen
  - Willem Ernst (1690-1753), burgemeester van Sint-Martens-Voeren, x Anne-Marie Ervens, xx Marie-José Dael
    - Simon Pierre Ernst (1744-1817), kanunnik, historicus, theoloog
    - Ulric Pierre Antoine  Ernst (1758-1808), schepen van het feodaal hof van Gorinchem, x Anne-Marie Gillet
      - Jean-Gérard Ernst (1782-1842), x Marie-Catherine Conrard (overleden in 1822)
        - Ulric Ernst (1822-1885), x Victorine d'Udekem (1828-1906)
          - François Ernst (1862-1925), x Hubertine Hilgers  (1868-1952)
            - Ulric Ernst de la Graete (1893-1964), x Marthe Francotte (1898-1964)
              - Ulric Ernst de la Graete (zie hierna)

            - Henry Ernst de la Graete (zie hierna)

      - Ulric Ernst, burgemeester van Aubel, vrederechter
      - Antoine Ernst (1796-1841), x Jeanne Snoeck (1802-1872)
        - Emile Ernst  (zie hierna)
        - Charles Ernst (zie hierna)
        - Léopold Ernst de Bunswyck (zie hierna)

      - Lambert Ernst, commissaris van Moresnet, magistraat

## Ulric Ernst de la Graete
- Ulric Hubert Auguste Marie Jean Ghislain Ernst (Luik, 22 juni 1929) was een zoon van Ulric Ernst, die in 1929 vergunning kreeg om de la Graete (de naam van een heerlijkheid die vanaf de zeventiende eeuw aan de familie toebehoorde) aan zijn naam toe te voegen, en van Emma Francotte. Hij trouwde in 1954 in Luik met Anne-Françoise Tomson (°1954). Ze kregen twee dochters en een zoon. In 1976 verkreeg hij verheffing in de erfelijke adel.
  - Brigitte Ernst de la Graete (°1957), Europees Parlementslid (1989-1994) en gemeenteraadslid (1982-2014) en schepen van Luik (1983-1988) voor Ecolo.
  - Ulric François Ernst de la Graete (°1960), fiscalist, trouwde met Geneviève Goffinet (°1962). Ze hebben twee dochters.

## Henry Ernst de la Graete
Henry Ernst de la Graete (Luik, 29 mei 1898 - 's-Gravenvoeren, 5 november 1972) was een broer van Ulric Ernst (hierboven) en een zoon van  François Ernst, directeur van de Poudreries Réunies, en van Hubertine Hilgers. In 1929 kreeg hij vergunning om de la Graete aan zijn naam toe te voegen.
In 1964 verkreeg hij verheffing in de erfelijke adel. Hij was na de Eerste Wereldoorlog juridisch attaché bij het Belgisch Commissariaat in het Rijnland. Vervolgens was hij kabinetsmedewerker van de gouverneur van Luik, arrondissementscommissaris voor Thuin en raadgever bij het Luikse discontokantoor van de Nationale Bank. Hij trouwde in Novara in 1956 met Gabriella Ferretti di Castelferretto (1923-2003). Ze kregen twee zoons, met afstammelingen tot heden.

## Emile Ernst
Ulric Chrétien Emile Ernst (Luik, 18 juni 1828 - Leuven, 27 november 1899), zoon van volksvertegenwoordiger en minister van Justitie Antoine Ernst en van Jeanne Snoeck, trouwde in 1856 in Korbeek-Lo met Marie de Dieudonné 1833-1867) en hertrouwde in Gent in 1869 met Louise Maertens (1840-1920). Hij kreeg drie kinderen uit het eerste bed en twee uit het tweede, maar zonder verdere afstammelingen.
In 1871 verkreeg hij verheffing in de erfelijke adel. In 1875 kreeg hij de titel van pauselijk baron. In 1953 was deze familietak volledig uitgedoofd.

## Charles Ernst
Charles Marie François Ernst (Luik, 23 januari 1830 - Leuven, 1 maart 1875) werd in 1871 verheven in de erfelijke adel. Hij bleef vrijgezel.

## Léopold Ernst de Bunswyck
- Léopold Jean Gérard Alexandre Ernst (Brussel, 21 juli 1835 - Korbeek-Lo, 4 mei 1921). Hij trouwde in 1864 in Korbeek-Lo met Zélie de Dieudonné (1838-1883), dochter van Louis de Dieudonné, burgemeester van Korbeek-Lo. Het echtpaar kreeg elf kinderen, acht dochters, die vrijgezel bleven en drie zoons. In 1871 verkreeg hij verheffing in de erfelijke adel. In 1875 kreeg hij de titel van pauselijk baron. In 1912 kreeg hij vergunning om de Bunswyck aan de familienaam toe te voegen.
  - Alexandre Ernst de Bunswyck (1865-1927), voorzitter van het hof van beroep in Brussel, verkreeg in 1924 de Belgische titel baron, overdraagbaar bij eerstgeboorte. Hij trouwde in Leuven in 1893 met Valentine de Wouters de Bouchout (1863-1942). Met afstammelingen tot heden.
  - Antoine Ernst de Bunswyck (1874-1943), verkreeg in 1914 de titel ridder en in 1930 de titel baron, overdraagbaar bij eerstgeboorte. Hij trouwde in Brussel in 1920 met Anne de Volder (1879-1945), dochter van senator en minister van Staat Joseph de Volder. Het echtpaar kreeg een dochter, Thérèse (1920-1980), die ongehuwd bleef tot ze in 1979 vermoord werd in hun woonst, het kasteel van Kwabeek. Antoine Ernst was secretaris-generaal van het ministerie van Justitie.